# Cobalt(II)-sulfat
Das Cobalt(II)-sulfat ist im wasserfreien Zustand ein violettstichig-rotes („pink“), hygroskopisches Salz der Schwefelsäure. Das giftige, krebserzeugende Pulver nimmt an feuchter Luft Hydratwasser auf und bildet das karminrote Cobalt(II)-sulfat-Heptahydrat. Abhängig von der Temperatur treten auch das Hexahydrat und das Monohydrat auf.

## Vorkommen
Cobalt(II)-sulfat tritt selten in Form von einigen Kristallhydrat-Mineralien (Co[SO4]·xH2O) entlang der Oxidationszonen von primären Cobaltmineralien (wie Skutterudit oder Cobaltit) auf. Dies sind: Bieberit (Heptahydrat), Moorhouseit (Hexahydrat), Aplowit (Tetrahydrat) und Cobaltkieserit (Monohydrat).
Das Recycling aus Lithium-Ionen-Akkumulatoren wird erforscht. Dies gewinnt deshalb an Bedeutung, da derartige Akkus in der Elektromobilität eine zunehmende Rolle spielen und Cobalt als Rohstoff darin eine herausragende Rolle spielt.

## Gewinnung und Darstellung
Cobalt(II)-sulfat entsteht bei Einwirkung von Schwefelsäure auf elementares Cobalt oder auf Cobaltoxide wie Cobalt(II)-oxid.

## Eigenschaften

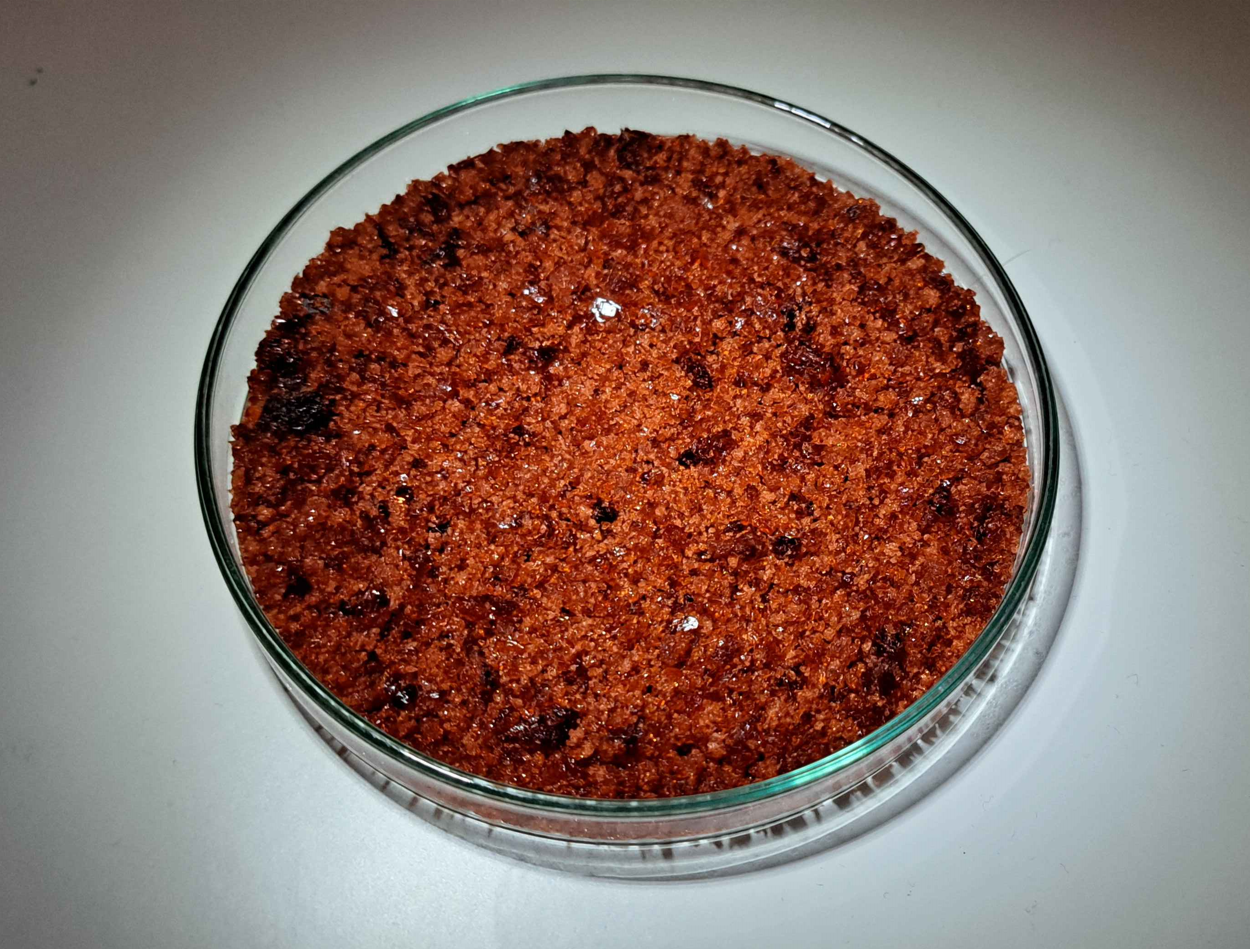
Cobalt(II)-sulfat Hydrat

Wasserfreies Cobalt(II)-sulfat ist polymorph und kristallisiert als orthorhombische A-Form oder monokline B-Form. Das Hepta- und Monohydrat bilden monokline Kristallstrukturen. Das Heptahydrat spaltet bei 41,5 °C Kristallwasser ab und bildet das ebenfalls rote Hexahydrat. Dieses wiederum setzt sich durch Abspaltung von Kristallwasser bei 71 °C zum pinkfarbenen Monohydrat um.

## Verwendung
Cobalt(II)-sulfat wird zur Herstellung von Pigmenten, Glasuren, in der Porzellanmalerei, zur Tonung von Papieren (Fotografie), in Bädern für Cobalt-Electroplating und zur Spurenelementsupplementierung in der Aquaristik und anderem verwendet.
Zudem wurde das Salz in den 1960er-Jahren Bier beigemischt, um die Stabilität des Schaumes zu erhöhen. Als Folge kam es in Kanada und den USA zu einer Reihe von Fällen einer Cobalt-induzierten Kardiomyopathie (Cobalt-Kardiomyopathie). In Quebec wurden 49, in Omaha 64 Patienten registriert. Die Symptome umfassten unter anderem Magenschmerzen, Gewichtsverlust, Übelkeit, Atemnot und Husten. Die Letalitätsrate betrug etwa 40 Prozent. Autopsien ergaben schwere Schädigungen an Herzmuskel und Leber. Alle Patienten waren starke Biertrinker (1,5 bis 3 Liter pro Tag). Sie konsumierten bevorzugt Sorten von lokalen Brauereien, die etwa einen Monat zuvor angefangen hatten dem Bier Cobalt(II)-sulfat als Schaumstabilisator beizumischen. Die Grenzwerte für Cobalt in Lebensmitteln waren nicht überschritten worden. Das Auftreten der Krankheitsfälle kam unmittelbar zum Stillstand, nachdem die Brauereien die Cobalt(II)-sulfat-Beimischungen einstellten.